# Carolin Veeh
Carolin Veeh (* 15. September 1987 in Ochsenfurt) ist eine ehemalige deutsche Fußballspielerin.

## Karriere

### Vereine
Veeh spielte im Kindesalter für den FV Uffenheim in einer Jungenmannschaft, zur D-Jugend wechselte sie ins 50 Kilometer entfernte Weinberg zum dort ansässigen SV 67, in der Saison 2003/04 spielte sie mit dem Team in der Bayernliga.
Veeh besuchte das Gymnasium an der Christian-von-Bomhard-Schule in Uffenheim, als sie im Sommer 2004 zum TSV Crailsheim wechselte, um sportlich höherklassig zu spielen. Crailsheim hatte sich, nachdem der Wechsel bereits feststand, als Regionalligameister überraschend über die Aufstiegsrunde für die Bundesliga qualifiziert. Im Verlauf der Bundesligasaison 2004/05 kam die 17-jährige Abwehrspielerin zu 20 Bundesligaeinsätzen, als Tabellenelfter wurde der Klassenerhalt um zwei Punkte verfehlt. In der Folge lief sie noch für die zweite Mannschaft des TSV Crailsheim auf, für die sie von 2005 bis 2007 Punktspiele bestritt.

### Nationalmannschaft
Als Nationalspielerin gab Veeh ihr Debüt am 15. Oktober 2003 beim 4:2-Sieg der U17-Nationalmannschaft im Testspiel gegen die schwedische Auswahl mit Einwechslung für Marie Pollmann zur zweiten Halbzeit. Bis 4. Juli 2004 folgten weitere neun U17-Einsätze für den DFB. Im Mai 2004 erstmals in der U19-Nationalmannschaft eingesetzt, wurde Veeh im Oktober 2004 wegen verletzungsbedingter Ausfälle von Silvia Neid für die bevorstehende U-19-Weltmeisterschaft der Frauen erneut in den Kader der U19 berufen. Nach zwei Testspieleinsätzen gehörte sie auch bei der Endrunde in China als jüngste Spielerin zum Aufgebot, blieb in der Mannschaft um Melanie Behringer, Annike Krahn, Simone Laudehr und Anja Mittag beim Titelgewinn aber ohne Einsatz.
Im Juli 2005 nahm sie nach dem verletzungsbedingten Ausfall von Peggy Kuznik an der in Ungarn ausgetragenen U-19-Europameisterschaft teil und kam einzig am 25. Juli im letzten Spiel der Gruppe A beim 3:1-Sieg über die Auswahl Ungarns in Bük zum Einsatz. Drei Tage später schied ihre Mannschaft nach der 1:3-Halbfinalniederlage in Zalaegerszeg gegen die Auswahl Russlands aus dem Turnier aus.